# إسرائيل واو فيشر
إسرائيل واو فيشر (بالإنجليزية: Israel F. Fischer)‏ (و. 1858 – 1940 م) هو سياسي، وقاض، ومحام من الولايات المتحدة الأمريكية ولد في مدينة نيويورك.
وهو عضو في الحزب الجمهوري .